# Gara Londra Victoria
Gara Victoria, cunoscută și sub numele de Londra Victoria, este o gară din centrul Londrei și stație a Metroului din Londra în Victoria, City of Westminster, administrată de Network Rail. Gara este punctul terminus al Magistralelor Brighton spre Aeroportul Gatwick și Brighton și Chatham spre Ramsgate și Dover via Chatham. De pe aceste două magistrale se desprind ramuri de cale ferată către Bucla Catford, Bucla Dartford și linia Oxted spre East Grinstead și Uckfield. Southern operează cele mai multe trenuri de navetiști și regionale la sud de Londra, Sussex și în părți din estul Surrey, în timp ce Southeastern operează trenurile spre sud-estul Londrei și Kent. Trenurile Gatwick Express operează direct spre Gatwick. Stația de metrou este deservită de liniile Circle și District, între stațiile Sloane Square și St. James's Park, și linia Victoria între Pimlico și Green Park. Zona din jurul stației este un important punct intermodal de transport: o stație de autobuz se află în fața gării, iar autogara Victoria Coach Station este în apropiere.
Victoria a fost construită pentru a servi magistralele Brighton și Chatham. Gara Brighton a fost inaugurată în 1860, iar gara Chatham doi ani mai târziu. Gara a înlocuit temporar punctul terminus de la Pimlico și construcția sa a implicat și construirea podului Grosvenor peste Râul Tamisa. A devenit imediat populară în Londra, provocând întârzieri și necesitând repetate lucrări de extindere și de refacere. A fost bine cunoscută pentru trenurile de lux Pullman și transferul pe continent cu vaporul și a devenit un punct important pentru soldați în timpul primului Război Mondial.
Ca și în alte gări terminus din Londra, trenurile cu aburi au fost eliminate din Victoria în anii 1960, pentru a fi înlocuite de locomotive electrice și diesel. În ciuda eliminării trenurilor internaționale după deschiderea Tunelului Canalul Mânecii, Victoria rămâne în continuare o gară importantă din Londra și suferă de supraaglomerare, în special în subteran. Trenul Gatwick Express oferă acces ușor între centrul Londrei și Aeroportul Gatwick pentru călătorii internaționale.

## Istoria
În 1850, căile ferate care deserveau destinații la sud de Londra aveau trei puncte terminus disponibile – London Bridge, Bricklayers' Arms și Waterloo. Toate trei gările erau amplasate la sud de Tamisa, fiind astfel incomode pentru majoritatea populației, mediul de afaceri și guvern, aflate în centrul Londrei, în West End și în Westminster.

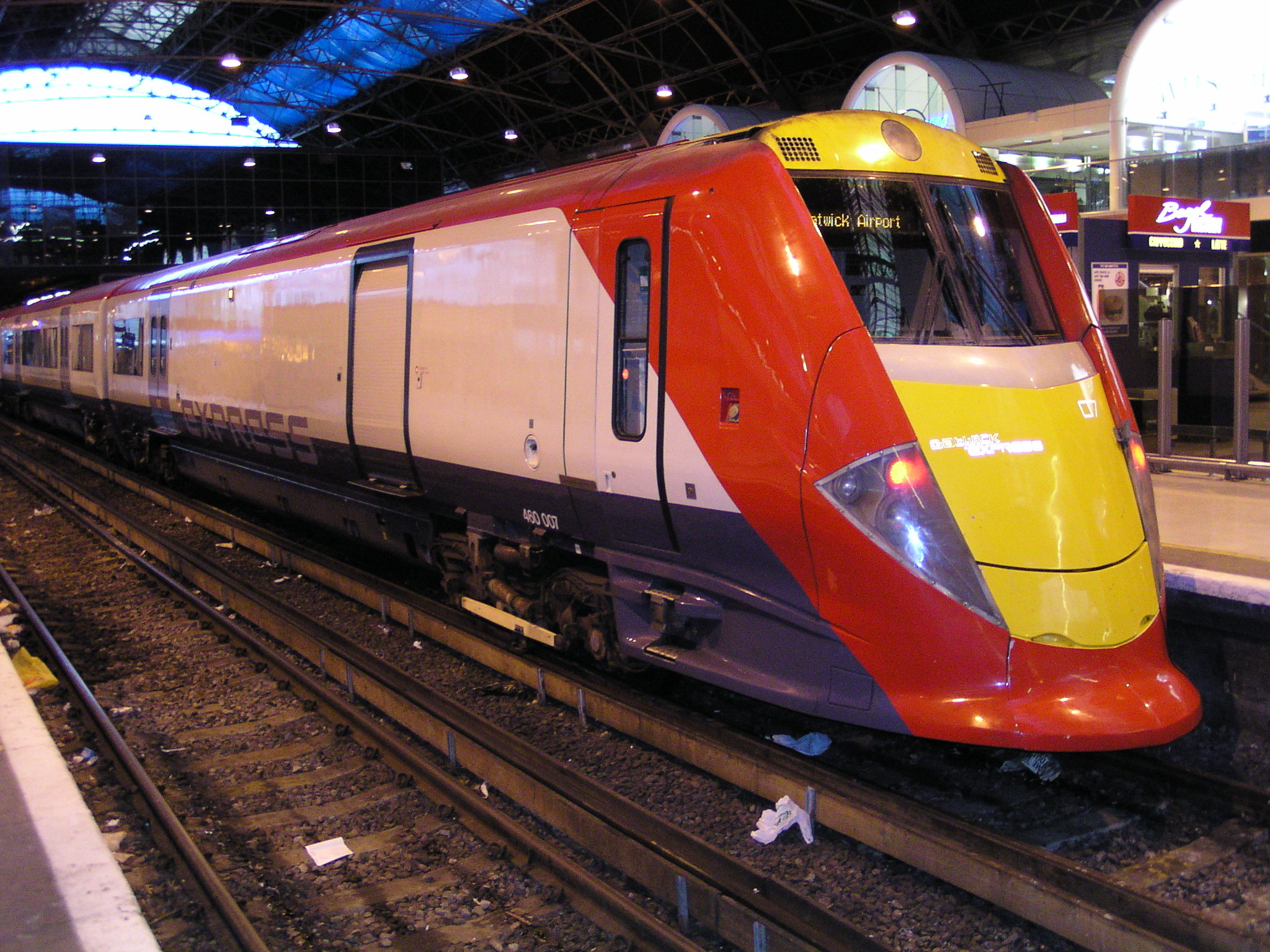
Gatwick Express de la Victoria în 2003

## Servicii

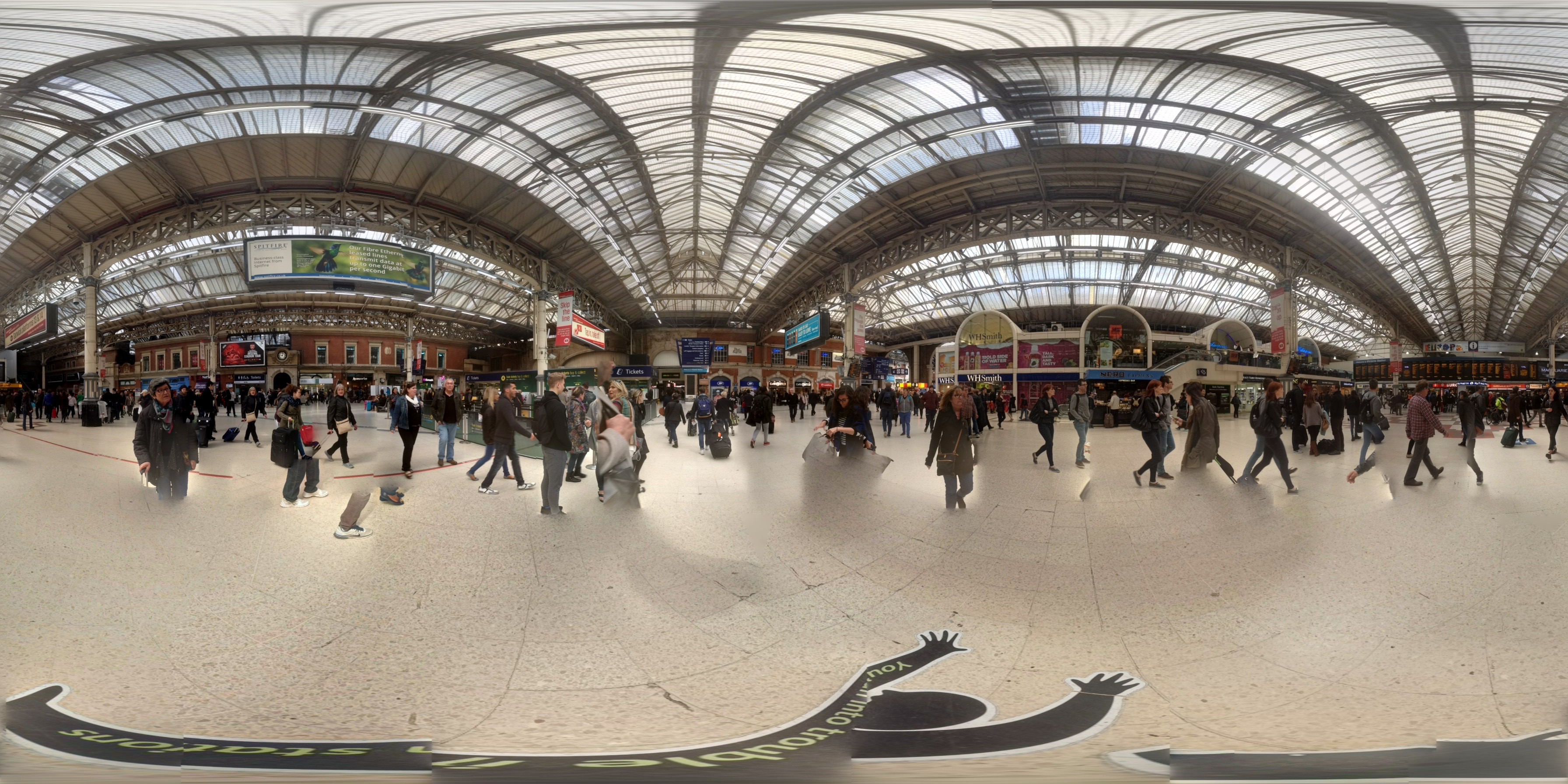
O vedere 360° a gării

Cu peste 81 de milioane de pasageri intrați și ieșiți din gară în 2015/16, Victoria este a doua cea mai aglomerată gară din Londra (și Marea Britanie), după Waterloo. 
Combinat cu stația de metrou și transferuri în gară, Londra Victoria a servit aproximativ 170 de milioane de pasageri în 2015.

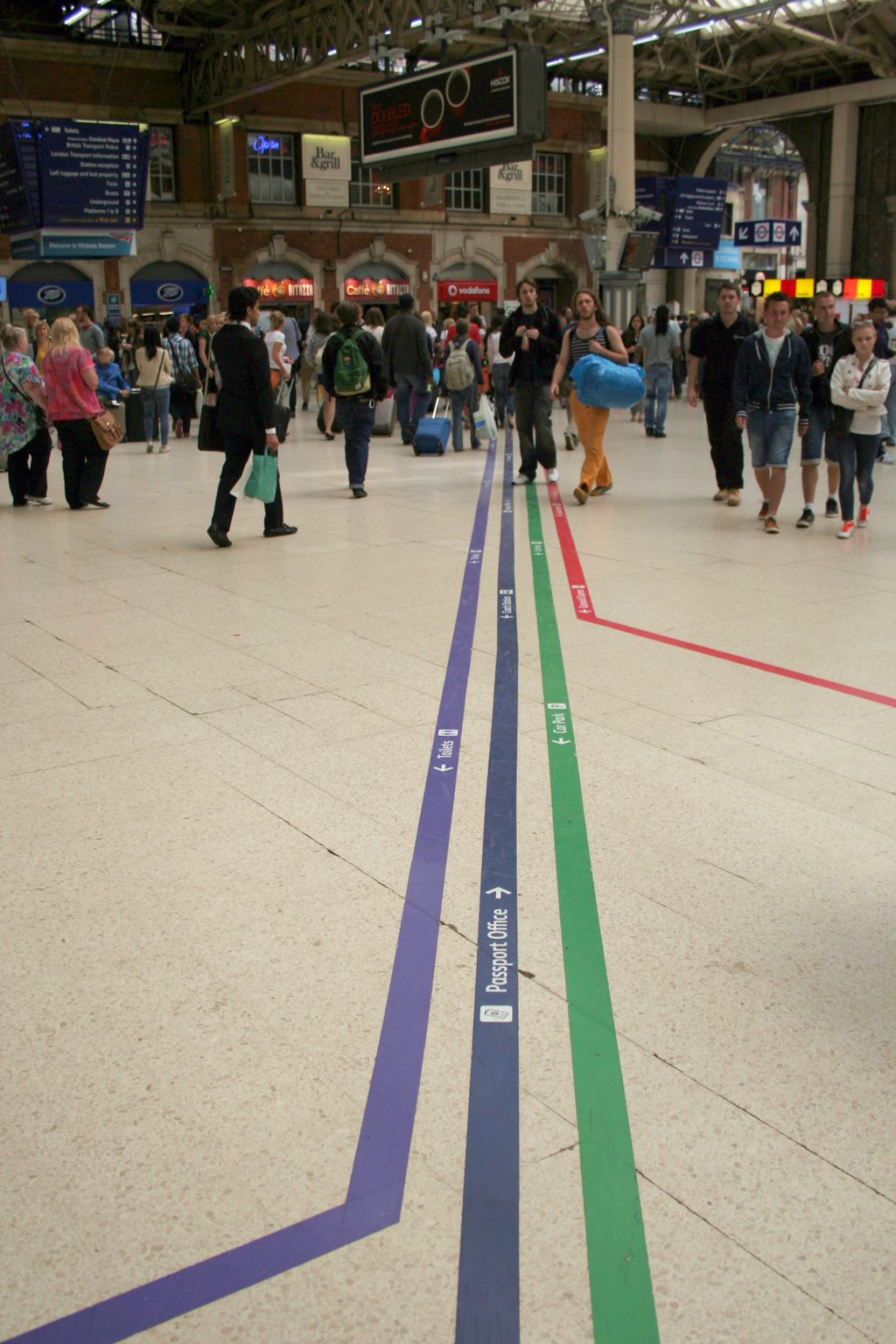
Liniile de pe podeaua sălii conduc către diverse zone